# Челяда Олександр Олександрович
Олекса́ндр Олекса́ндрович Челяда́ (17 вересня 1981 — 26 вересня 2014) — солдат Збройних сил України, учасник російсько-української війни. Один із «кіборгів».

## Життєвий шлях
Народився 1981 року в селі Мар'ївка (Магдалинівський район Дніпропетровська область).
У часі війни — розвідник 74-го окремого розвідувального батальйону.
Загинув у бою від осколкового поранення шиї під час відбиття атаки російських збройних формувань на аеропорт Донецька.
Похований у селі Мар'ївка, Магдалинівський район.

## Нагороди та вшанування
За особисту мужність і героїзм, виявлені у захисті державного суверенітету та територіальної цілісності України, вірність військовій присязі під час російсько-української війни, відзначений — нагороджений
- 15 травня 2015 року — орденом «За мужність» III ступеня (посмертно)[1]
- Його портрет розміщений на меморіалі «Стіна пам'яті полеглих за Україну» в Києві: секція 4, ряд 9, місце 14
- Вшановується 26 вересня на щоденному ранковому церемоніалі вшанування українських захисників, які загинули цього дня в різні роки внаслідок російської збройної агресії[2]